# Supernowa typu Ia
Supernowa typu Ia – odmiana supernowej charakteryzująca się tym, że w jej widmie brak linii wodoru i helu, są natomiast obecne silne linie absorpcyjne krzemu, o długości 615,0 nm
W odróżnieniu od innych rodzajów supernowych, obiekty typu Ia są znajdowane we wszystkich typach galaktyk, nawet w eliptycznych. Nie wykazują związków z obszarami formowania gwiazd.
Eksplozje supernowych typu Ia uwalniają najwięcej energii spośród wszystkich znanych rodzajów supernowych. Najdalszy zaobserwowany pojedynczy obiekt (pomijając galaktyki i gromady kuliste) był supernową Ia oddaloną miliardy lat świetlnych od Ziemi.

## Powstawanie
Istnieją dwie teorie tłumaczące powstawanie supernowych tego typu.
Pierwsza z nich mówi, że supernowe Ia powstają, gdy węglowo-tlenowy biały karzeł ściąga na siebie materię z towarzyszącej gwiazdy, zazwyczaj czerwonego olbrzyma, tak długo, aż jego masa przekroczy tzw. granicę Chandrasekhara (ok. 1,44 masy Słońca). Teoria ta jest podobna do dotyczącej gwiazd nowych, gdzie biały karzeł ściąga materię dużo wolniej i nie osiąga granicy Chandrasekhara. W przypadku nowych, opadająca materia rozpoczyna reakcje termojądrowe w pobliżu powierzchni gwiazdy, co nie doprowadza do jej całkowitego zniszczenia.
Druga teoria zakłada kolizję dwóch białych karłów, w wyniku której powstaje nowa gwiazda o masie przekraczającej granicę Chandrasekhara. Tylko ta druga teoria pozwala na wyjaśnienie nietypowych supernowych SN 2003fg i SNR 0509−67.5, w których eksplodująca gwiazda miała masę ponad dwóch mas Słońca. Według obecnych danych obserwacyjnych, w typowej galaktyce dochodzi przeciętnie do jednego zderzenia białych karłów na stulecie, co jest zgodne ze znaną częstotliwością tego typu wybuchów.

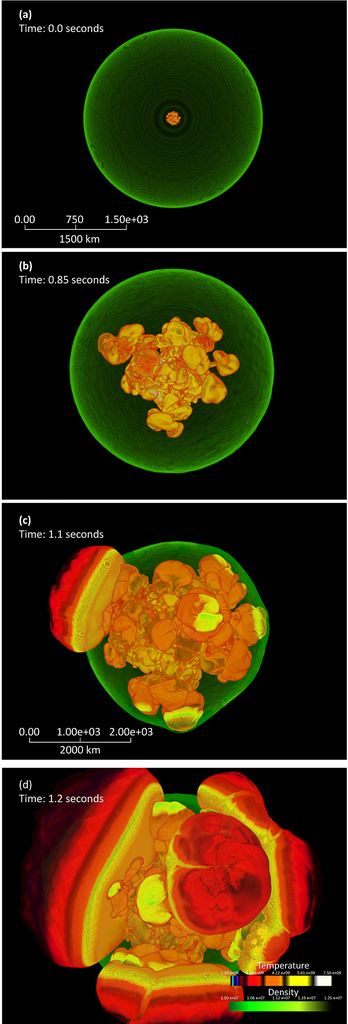
Symulacja przebiegu wybuchu

## Przebieg wybuchu
Po przekroczeniu granicy Chandrasekhara wzrost ciśnienia podnosi temperaturę w pobliżu środka gwiazdy, rozpoczynając trwający około 100 lat okres konwekcji.
W pewnym momencie tej fazy następuje zapłon reakcji termojądrowych. Nie wiadomo, w którym dokładnie miejscu następuje zapłon, jednak „spalanie” szybko nabiera tempa, ogarniając wkrótce całą gwiazdę. Przedmiotem dyskusji naukowców pozostaje, kiedy płomień przekształca się w detonację. Uwolniona wówczas energia ok. 1044 dżuli powoduje, że cała gwiazda gwałtownie eksploduje wywołując falę uderzeniową rozchodzącą się z prędkością około 10 tys. km/s. Następuje również ogromny wzrost jasności gwiazdy – świeci ona jaśniej niż cała galaktyka.
W widmach supernowych typu Ia nie ma śladów helu, w pobliżu maksimum jasności znajdują się tam natomiast linie absorpcyjne krzemu. Supernowe typu Ia posiadają charakterystyczną krzywą blasku (wykres jasności w zależności od czasu). Blisko okresu maksymalnej jasności, ich widmo zawiera linie średniej masy pierwiastków od tlenu po wapń; są to główne składniki zewnętrznych powłok gwiazdy. Miesiące po wybuchu, gdy zewnętrzne warstwy rozszerzą się i staną niemal przezroczyste, widmo zdominowane jest przez światło wyemitowane przez materię z pobliża jądra gwiazdy: ciężkie pierwiastki wytworzone bezpośrednio podczas eksplozji, w większości należące do grupy żelaza. Rozpad radioaktywny niklu-56 poprzez kobalt-56 do żelaza-56 wytwarza wysokoenergetyczne fotony, które mniej więcej od środkowego etapu eksplozji są dominującym składnikiem emitowanego promieniowania. Zapis reakcji: 
5628Ni → 5627Co + e+ + νe
5627Co → 5626Fe + e+ + νe

## Znaczenie
Podobieństwo kształtów krzywych blasku wszystkich znanych supernowych typu Ia umożliwiło zastosowanie ich jako tzw. standardowych świec w astronomii pozagalaktycznej. Wszystkie supernowe tego typu osiągają podobną maksymalną jasność absolutną ok. −19,3 magnitudo. Dzięki temu, mierząc jasność obserwowaną i porównując z jej wartością teoretyczną, astronomowie mogą w łatwy sposób obliczyć odległość od gwiazdy i jej macierzystej galaktyki.
Pod koniec lat 90. obserwacje supernowych typu Ia doprowadziły do nieoczekiwanego wniosku, że ekspansja Wszechświata przyspiesza, ponieważ odległe supernowe o dużych przesunięciach ku czerwieni (z > 0,2) wydają się świecić słabiej niż te lokalne. Obserwacje umieszcza się na diagramie Hubble'a, gdzie w funkcji przesunięcia ku czerwieni zaznaczony jest moduł odległości supernowych. Po dopasowaniu do danych obserwacyjnych modelu kosmologicznego, otrzymuje się najbardziej prawdopodobną kombinację parametrów: stałej kosmologicznej i gęstości krytycznej we Wszechświecie.
W analizie tej przyjmowane jest założenie, że jasność absolutna obiektów nie jest funkcją przesunięcia ku czerwieni. Inaczej, proponowane są alternatywne wyjaśnienia obserwacji odległych supernowych: ewolucja samego mechanizmu eksplozji lub absorpcja światła przez pył znajdujący się na linii widzenia.